# 1957-es női sakkolimpia
Az 1. női sakkolimpiát 1957. szeptember 2. és szeptember 21. között Hollandiában, Emmenben, a Danlon gyár klubjában rendezték meg. A sakkolimpiák történetében először rendezték meg külön a nők számára is ezt a nemzetek közötti csapatversenyt. A nyílt és a női versenyek együttes megrendezésére rendszeresen csak 1976-tól kezdődően került sor. A női sakkolimpiák első győztese a szovjet válogatott lett.

## A résztvevők
A versenyen 21 ország 43 versenyzője vett részt, köztük 1 nemzetközi mester és 14 női nemzetközi mester. A csapatok csak két főt nevezhettek, tartalék nélkül. A versenyen egyetlen játékoscserét engedélyeztek, amikor a hollandok éltáblása, a női nemzetközi mester Fenny Heemskerk édesapja halála miatt a 2. fordulót követően véglegesen visszalépett a versenytől.

## A verseny lefolyása
A 21 csapatot 3 elődöntőbe sorolták. Minden csoportból az első három helyezett jutott az „A” döntőbe, a 4–5. helyezettek a „B” döntőbe, a 6–7. helyezettek a „C” döntőbe. Az azonos csoportban egymással már játszó csapatok nem vitték magukkal az eredményt a döntőbe.
A versenyt a csapatok között mind az elődöntőben, mind a döntőben körmérkőzéses formában rendezték. A csapat eredményét az egyes versenyzők által megszerzett pontok alapján számolták. Holtverseny esetén vették csak figyelembe a csapateredményeket, ahol a csapatgyőzelem 2 pontot, a döntetlen 1 pontot ért. Ennek egyenlősége esetén az egymás elleni eredményt, ha ez is egyenlő volt, akkor a Sonneborn–Berger-számítást vették alapul.
A játszmákban fejenként 2,5 óra állt rendelkezésre az első 40 lépés megtételéhez, majd 16 lépésenként további 1 óra.
A verseny nagy esélyese a szovjet válogatott volt, az első táblán a regnáló világbajnok Olga Rubcovával, a második táblán a szovjet bajnok Kira Zvorikinával. A szovjetek esélyessége ellenére a versenyen az utolsó fordulóig a keletnémet válogatott állt az élen, igaz, egy fordulóval többet játszottak a több csapatnál, és a szovjeteknek ekkor már 1 pont is elég volt az olimpiai bajnoki cím megszerzéséhez. A román csapat hiába győzött az utolsó fordulóban 2–0 arányban a jugoszlávok ellen, és végeztek a szovjetekkel azonos pontszámmal, ez számukra csak a második helyezéshez volt elég. A harmadik helyet az élen végző két csapattól mindössze fél ponttal lemaradva a Német Demokratikus Köztársaság csapata szerezte meg.
A magyar csapatot Hönsch Irén és Kertész Éva (Ismertebb nevén Karakas Éva) alkotta. Egészen a hetedik fordulóig az első három hely valamelyikén álltak, ekkor azonban két egymás utáni vereséget szenvedtek, így végeredményben a 4. helyen végeztek.

## A verseny végeredménye

### Az elődöntők

#### „A” csoport
| H. | Döntő | Csapat        | 1 | 2  | 3  | 4  | 5  | 6  | 7  | Pont | CsP | S-B   | + | = | - |
| -- | ----- | ------------- | - | -- | -- | -- | -- | -- | -- | ---- | --- | ----- | - | - | - |
| 1  | A     | Szovjetunió   | × | 1½ | 1½ | 2  | 2  | 2  | 2  | 11   | 12  | 31    | 6 | 0 | 0 |
| 2  | A     | Hollandia     | ½ | ×  | 1  | 1  | 2  | 1½ | 1½ | 7½   | 8   | 17    | 3 | 2 | 1 |
| 3  | A     | Románia       | ½ | 1  | ×  | 1  | 1½ | 1½ | 1½ | 7    | 8   | 17.25 | 3 | 2 | 1 |
| 4  | B     | Csehszlovákia | 0 | 1  | 1  | ×  | ½  | 2  | 1½ | 6    | 6   | 12.75 | 2 | 2 | 2 |
| 5  | B     | Írország      | 0 | 0  | ½  | 1½ | ×  | 1  | 2  | 5    | 5   | 9.75  | 2 | 1 | 3 |
| 6  | C     | Franciaország | 0 | ½  | ½  | 0  | 1  | ×  | 1½ | 3½   | 3   | 4.5   | 1 | 1 | 4 |
| 7  | C     | Finnország    | 0 | ½  | ½  | ½  | 0  | ½  | ×  | 2    | 0   | 0     | 0 | 0 | 6 |

#### „B” csoport
| H. | Döntő | Csapat                    | 1 | 2 | 3  | 4  | 5  | 6  | 7  | Pont | CsP | S-B   | + | = | - |
| -- | ----- | ------------------------- | - | - | -- | -- | -- | -- | -- | ---- | --- | ----- | - | - | - |
| 1  | A     | NDK                       | × | 1 | 1  | 2  | 2  | 2  | 2  | 10   | 10  | 23.5  | 4 | 2 | 0 |
| 2  | A     | Bulgária                  | 1 | × | 1½ | 1  | 1½ | 2  | 2  | 9    | 10  | 24.5  | 4 | 2 | 0 |
| 3  | A     | Magyarország              | 1 | ½ | ×  | 1½ | 1  | 2  | 2  | 8    | 8   | 18.25 | 3 | 2 | 1 |
| 4  | B     | Amerikai Egyesült Államok | 0 | 1 | ½  | ×  | 2  | 1½ | 2  | 7    | 7   | 12.5  | 3 | 1 | 2 |
| 5  | B     | Skócia                    | 0 | ½ | 1  | 0  | ×  | ½  | 1½ | 3½   | 3   | 5.5   | 1 | 1 | 4 |
| 6  | C     | Ausztria                  | 0 | 0 | 0  | ½  | 1½ | ×  | 1  | 3    | 3   | 4.25  | 1 | 1 | 4 |
| 7  | C     | Luxemburg                 | 0 | 0 | 0  | 0  | ½  | 1  | ×  | 1½   | 1   | 1.5   | 0 | 1 | 5 |

#### „C” csoport
| H. | Döntő | Csapat        | 1  | 2  | 3  | 4 | 5  | 6 | 7 | Pont | CsP | S-B   | + | = | - |
| -- | ----- | ------------- | -- | -- | -- | - | -- | - | - | ---- | --- | ----- | - | - | - |
| 1  | A     | Jugoszlávia   | ×  | 1½ | ½  | 2 | 1½ | 1 | 2 | 8½   | 9   | 24    | 4 | 1 | 1 |
| 2  | A     | NSZK          | ½  | ×  | 1  | 1 | 2  | 2 | 2 | 8½   | 8   | 17    | 3 | 2 | 1 |
| 3  | A     | Anglia        | 1½ | 1  | ×  | 1 | ½  | 2 | 2 | 8    | 8   | 19.75 | 3 | 2 | 1 |
| 4  | B     | Lengyelország | 0  | 1  | 1  | × | 2  | 2 | 2 | 8    | 8   | 17.25 | 3 | 2 | 1 |
| 5  | B     | Dánia         | ½  | 0  | 1½ | 0 | ×  | 2 | 2 | 6    | 6   | 11    | 3 | 0 | 3 |
| 6  | C     | Norvégia      | 1  | 0  | 0  | 0 | 0  | × | 2 | 3    | 3   | 4.25  | 1 | 1 | 4 |
| 7  | C     | Belgium       | 0  | 0  | 0  | 0 | 0  | 0 | × | 0    | 0   | 0     | 0 | 0 | 6 |

### Az „A” döntő végeredménye
| H. | Csapat       | 1 | 2  | 3  | 4  | 5  | 6  | 7  | 8  | 9  | Pont | CsP | S-B   | + | = | - |
| -- | ------------ | - | -- | -- | -- | -- | -- | -- | -- | -- | ---- | --- | ----- | - | - | - |
| 1  | Szovjetunió  | × | 1  | 1½ | 1  | 1  | 1  | 1½ | 1½ | 2  | 10½  | 12  | 44.25 | 4 | 4 | 0 |
| 2  | Románia      | 1 | ×  | 1  | 1  | 1  | 2  | ½  | 2  | 2  | 10½  | 10  | 36    | 3 | 4 | 1 |
| 3  | NDK          | ½ | 1  | ×  | 1½ | 1½ | 1½ | 1½ | 1  | 1½ | 10   | 12  | 43.25 | 5 | 2 | 1 |
| 4  | Magyarország | 1 | 1  | ½  | ×  | ½  | 1  | 1½ | 1½ | 1½ | 8½   | 9   | 31.25 | 3 | 3 | 2 |
| 5  | Bulgária     | 1 | 1  | ½  | 1½ | ×  | 1  | 1  | 0  | 2  | 8    | 8   | 30.25 | 2 | 4 | 2 |
| 6  | Jugoszlávia  | 1 | 0  | ½  | 1  | 1  | ×  | 1½ | 2  | ½  | 7½   | 7   | 26.5  | 2 | 3 | 3 |
| 7  | Anglia       | ½ | 1½ | ½  | ½  | 1  | ½  | ×  | 1  | 1½ | 7    | 6   | 21.5  | 2 | 2 | 4 |
| 8  | NSZK         | ½ | 0  | 1  | ½  | 2  | 0  | 1  | ×  | 1  | 6    | 5   | 18.5  | 1 | 3 | 4 |
| 9  | Hollandia    | 0 | 0  | ½  | ½  | 0  | 1½ | ½  | 1  | ×  | 4    | 3   | 10.5  | 1 | 1 | 6 |

### Az egyéni érmesek
| H. | Versenyző neve        | Ország                    | Döntő | Pont | Játszmaszám | Százalék |
| -- | --------------------- | ------------------------- | ----- | ---- | ----------- | -------- |
|    | Krystyna Holuj        | Lengyelország             | B     | 9    | 11          | 81,8     |
|    | Edith Keller-Herrmann | NDK                       | A     | 10½  | 14          | 75       |
|    | Gisela Gresser        | Amerikai Egyesült Államok | B     | 7½   | 11          | 68,2     |
| H. | Versenyző neve         | Ország                    | Döntő | Pont | Játszmaszám | Százalék |
| -- | ---------------------- | ------------------------- | ----- | ---- | ----------- | -------- |
|    | Kira Zvorikina         | Szovjetunió               | A     | 12   | 14          | 85,7     |
|    | Květa Eretová          | Csehszlovákia             | B     | 8½   | 11          | 77,3     |
|    | Jacqueline Piatigorsky | Amerikai Egyesült Államok | B     | 7½   | 11          | 68,2     |

## A magyar versenyzők eredményei
| Elődöntő (2. csoport)              |                                    |                 |         |                    |        |    |
| 1                                  | Bulgária                           | Asenova         | ½       | Ivanova            | 0      | ½  |
| 2                                  | Luxemburg                          | Tresch          | 1       | Welter             | 1      | 2  |
| 3                                  | Amerikai Egyesült Államok          | Gresser         | 1       | Piatigorsky        | ½      | 1½ |
| 4                                  | Skócia                             | Steedman        | 1       | Foggie             | 0      | 1  |
| 6                                  | Ausztria                           | Hausner         | 1       | Zebinger           | 1      | 2  |
| 7                                  | NDK                                | Keller-Hermann  | ½       | Altrichter         | ½      | 1  |
| „A” döntő                          |                                    |                 |         |                    |        |    |
| 1                                  | Románia                            | Pogorevici      | 0       | Teodorescu         | 1      | 1  |
| 2                                  | NSZK                               | Rinder          | 1       | Landmesser         | ½      | 1½ |
| 3                                  | Hollandia                          | Van der Veen    | 1       | Catharina Roodzant | ½      | 1½ |
| 4                                  | Jugoszlávia                        | Timofeeva       | ½       | Štadler            | ½      | 1  |
| 6                                  | Szovjetunió                        | Olga Rubcova    | ½       | Kira Zvorikina     | ½      | 1  |
| 7                                  | NDK                                | Keller-Herrmann | ½       | Altrichter         | 0      | ½  |
| 8                                  | Bulgária                           | Asenova         | 0       | Ivanova            | ½      | ½  |
| 9                                  | Anglia                             | Pritchard       | 1       | Tranmer            | ½      | 1½ |
| Szerzett pontszám (Játszmák száma) | Szerzett pontszám (Játszmák száma) | 9½ (14)         | 9½ (14) | 7 (14)             | 7 (14) |    |